# Diaporthe perniciosa
Diaporthe perniciosa är en svampart som beskrevs av Marchal & É.J. Marchal 1921. Diaporthe perniciosa ingår i släktet Diaporthe och familjen Diaporthaceae.  Utöver nominatformen finns också underarten pruni.